# Абекен, Бернгард Рудольф
Бернгард Рудольф Абекен (нем. Bernhard Rudolf Abeken; 1 декабря 1780, Оснабрюк — 24 февраля 1866, там же) — немецкий филолог, педагог и историк литературы. Был домашним учителем детей Фридриха Шиллера.

## Биография
Родился 1 декабря 1780 года в Оснабрюке в семье торговца. Так как отец был ревностным католиком, Бернгард, научившись в пятилетнем возрасте читать, начинал с религиозной и исторической литературы.
Окончив гимназию в родном городе, поступил в 1799 году в Йенский университет, где изучал теологию и философию. Будучи студентом, Абекен стал часто бывать в доме немецкого богослова Иоганна Якоба Грисбаха, где он имел возможность встретить знаменитых немецких поэтов. Это знакомство побудило вскоре его отказаться от своей первоначальной карьеры и заняться современной ему литературой и общим образованием. В 1802 году, после окончания университета, Абекен переезжает в Берлин и становится учителем в доме прусского министра фон дер Реке, продолжая здесь изучать естественные и гуманитарные науки. В 1808 году он отправляется в Веймар учить детей Фридриха Шиллера. С 1810 года Абекен является преподавателем гимназии в Рудольштадте, а пять лет спустя, в 1815 году, он откликнулся на приглашение в гимназию в Оснабрюке, также в качестве заместителя директора, чтобы начать серию реформ здесь. С 1841 года директор оснабрюкской гимназии. Уйдя на пенсию в 1863 году, Абекен тем не менее продолжал преподавать творчество Софокла и Цицерона вплоть до своей смерти в 1866 году, не оставляя и литературной деятельности.
У него было двое сыновей, впоследствии ставших известными: Герман Абекен и Вильгельм Людвиг Абекен, его племянником был юрист и политик Христиан Вильгельм Людвиг фон Абекен.

## Основные труды
Абекен читал лекции по Данте Алигьери в Рудольштадте (1814—1815) и Берлине (1808). Он не любил искать аллегории в «Божественной комедии», предпочитая поиск этических и религиозных интерпретаций. В 1826 году была издана его научно-популярная книга о «Божественной комедии». Учёный подготовил и издал 10-томное собрание сочинений Юстуса Мёзера. Также заслуживают внимания следующие его работы:
- «Beiträge z. Studium d. goettlichen Comoedie Dante Alighieri’s» (Берлин, 1826)
- «Cicero in seinen Briefen» (Ганновер, 1835)
- «Ein Stück aus Goethe’s Leben» (Берлин, 1848)
- «Goethe in den Jahren 1771—75» (Ганновер, 1862)
- Ueber die Behandlung des Sophokleischen Philoctet auf Schulen (Оснабрюк,1856) [2].